# Arnes (kommun)
Arnes är en kommun i Spanien.   Den ligger i provinsen Província de Tarragona och regionen Katalonien, i den östra delen av landet, 300 km öster om huvudstaden Madrid. Antalet invånare är 492. Arean är 43 kvadratkilometer. Arnes gränsar till Horta de Sant Joan, Alfara de Carles, Beseit / Beceite, Cretas och Lledó. 
Terrängen i Arnes är platt åt nordväst, men åt sydost är den kuperad.